# Берегово — Берегдароц
Берегово – Берегдароц – інтерконектор, який сполучає газотранспортні системи України та Угорщини.
Поставки газу з території України у напрямку Угорщини розпочались 1975 року, коли став до ладу відвід діаметром 800 мм від газопроводу Долина – Ужгород – Державний кордон, спорудженого у попередньому десятилітті для поставок блакитного палива через територію Чехословаччини. По зазначеному відводу ресурс подавався до Берегово, після чого перетинав кордон у напрямку Берегдароца, від якого брав початок трубопровід до Будапешту. В кінці 1970-х Угорщина разом з іншими країнами соціалістичного табору взяла участь у будівництві трубопроводу «Союз», який мав поставляти в Європу газ Оренбурзького родовища. Його траса проходила по Закарпаттю від Хуста до Ужгорода, проте не під`єднувалась безпосередньо до угорської газотранспортної мережі, якк наслідок, Угорщина отримувала належну їй за участь в проекті «Союз» частку (2,8 млрд.м3 газу на рік) через побудовані раніше потужності.
При спорудженні у 1986 році магістрального газопроводу "Прогрес", який так само прямував через Закарпаття до входу до словацького транзитного коридору, одна з двох його ниток діаметром 1400 мм була завернута до переходу Берегово – Берегдароц. Це дозволило вивести з експлуатації та законсервувати перший газопровід, який за одинадцять років до того з`єднав ГТС України та Угорщини. Водночас, на угорській стороні кордону у 1987-му облаштували під'єднання до нового трубопроводу Берегдароц – Варошфьолд/Сегед.
В 1990-му через кордон проклали ще одну нитку діаметром 800 мм. У такій двонитковій компоновці інтерконектор діяв протягом наступних 23 років, маючи потужність до 13 млрд.м3 на рік. Більша частина здійснених через нього поставок споживалась в самій Угорщині, крім того провадився транзит до Сербії, мережа якої в свою чергу сполучалась із боснійською.
Нарешті, у 2013 році для диверсифікації маршрутів поставок газу до України розконсервували саму першу нитку інтерконектору з переведенням її у реверсний режим. Згідно з оперативною інформацією ПАТ «Укртрансгаз», станом на грудень 2016 року поставки за цим маршрутом складали 5-7 млн.м3 на добу.